# Georg Jacob Vollweiler
Georg Jacob Vollweiler (felaktig Johann Georg Vollweiler), född den 29 november 1770 i Eppingen, död den 17 november 1847 i Heidelberg, var en tysk komponist, musikpedagog och musikteoretiker.
Vollweiler var först musiklärare i Frankfurt am Main, därefter hos förläggarfamiljen André i Offenbach, där han undervisade Johann Anton André och Aloys Schmitt i komposition åren 1790–1791. Därefter var han verksam som piano- och kompositionslärare i Heidelberg. Enligt sina samtida räknades han som en lärd musikteoretiker. Till hans elever hörde sonen Carl Vollweiler (1813–1847). Vollweiler skrev kammarmusik, en metod för pianoundervisning och en sångbok till bruk i skolundervisningen.